# Idiops rohdei
Idiops rohdei är en spindelart som beskrevs av Karsch 1886. Idiops rohdei ingår i släktet Idiops och familjen Idiopidae.
Artens utbredningsområde är Paraguay. Inga underarter finns listade i Catalogue of Life.